# Elezioni comunali in Emilia-Romagna del 2002
Il 26 e il 27 maggio 2002 (con ballottaggio il 9 e 10 giugno) in Emilia-Romagna si tennero le elezioni per il rinnovo di numerosi consigli comunali.

## Ferrara

### Comacchio
| Candidati e Liste               | Voti   | %       | Seggi |
| ------------------------------- | ------ | ------- | ----- |
| Giglio Zarattini                | 7.161  | 53,90   | -     |
| Lista Civica di Centro-sinistra | 2.433  | 20,55   | 5     |
| Democratici di Sinistra         | 2.127  | 17,97   | 5     |
| Rifondazione Comunista          | 1.082  | 9,14    | 2     |
| La Margherita                   | 362    | 3,06    | -     |
| Comunisti Italiani              | 259    | 2,19    | -     |
| Federazione dei Verdi           | 115    | 0,97    | -     |
| Italia dei Valori               | 72     | 0,61    | -     |
| Stefano Felletti                | 2.508  | 18,88   | 1     |
| Forza Italia                    | 1.968  | 16,62   | 3     |
| Lista Civica di Centro-destra   | 262    | 2,21    | -     |
| Lista Civica                    | 112    | 0,95    | -     |
| Luciano Fogli                   | 2.065  | 15,54   | 1     |
| Alleanza Nazionale              | 1.203  | 10,16   | 2     |
| Unione di Centro                | 294    | 2,48    | -     |
| Lista Civica di Centro-destra   | 215    | 1,82    | -     |
| Giovanni Natale Gelli           | 986    | 7,42    | 1     |
| Lista Civica                    | 878    | 7,42    | -     |
| Rossella Bellotti De Marco      | 565    | 4,25    | -     |
| Lega Nord-Altre                 | 457    | 3,86    | -     |
| Totale alle liste               | 11.839 | 100,00  | 17    |
| TOTALE                          | 13.285 | 100,00' | 20    |

## Parma

### Parma
| Candidati e Liste       | Voti    | %       | Seggi |
| ----------------------- | ------- | ------- | ----- |
| Elvio Ubaldi            | 57.380  | 52,16   | -     |
| Forza Italia            | 26.901  | 28,60   | 14    |
| Civiltà Parmigiana      | 18.647  | 19,82   | 9     |
| Unione di Centro        | 2.077   | 2,21    | 1     |
| Albertina Soliani       | 46.077  | 41,89   | 1     |
| Democratici di Sinistra | 19.944  | 21,20   | 8     |
| La Margherita           | 6.937   | 7,37    | 3     |
| Rifondazione Comunista  | 4.891   | 5,20    | 2     |
| Lista Tommasini         | 2.837   | 3,02    | 1     |
| Federazione dei Verdi   | 2.107   | 2,24    | -     |
| Comunisti Italiani      | 1.848   | 1,96    | -     |
| Italia dei Valori       | 1.112   | 1,18    | -     |
| Verdi Ecologisti        | 662     | 0,70    | -     |
| Massimo Moine           | 2.993   | 2,72    | 1     |
| Alleanza Nazionale      | 2.864   | 3,04    | -     |
| Tiziano Catellani       | 1.400   | 1,27    | -     |
| Lega Nord               | 1.376   | 1,46    | -     |
| Renata Lottici          | 1.256   | 1,14    | -     |
| Insieme per Parma       | 1.055   | 1,12    | -     |
| Marco Menegatti         | 897     | 0,82    | -     |
| Libertà e Solidarietà   | 810     | 0,86    | -     |
| Totale alle liste       | 94.068  | 100,00  | 38    |
| TOTALE                  | 110.003 | 100,00' | 40    |

## Piacenza

### Piacenza
| Candidati e Liste                  | Voti   | %       | Seggi |
| ---------------------------------- | ------ | ------- | ----- |
| Roberto Reggi                      | 29.037 | 46,54   | -     |
| Democratici di Sinistra            | 9.264  | 17,15   | 10    |
| Piacentini per Reggi Sindaco       | 6.416  | 11,88   | 7     |
| La Margherita                      | 3.941  | 7,30    | 4     |
| Rifondazione Comunista             | 2.541  | 4,70    | 3     |
| Comunisti Italiani                 | 659    | 1,29    | -     |
| Federazione dei Verdi              | 795    | 1,47    | -     |
| Gianguido Guidotti                 | 28.920 | 46,35   | -     |
| Forza Italia                       | 12.058 | 22,32   | 8     |
| Alleanza Nazionale                 | 6.605  | 12,23   | 4     |
| Piacenza Nostra - Guidotti Sindaco | 3.669  | 6,79    | 2     |
| Lega Nord                          | 2.097  | 3,88    | 1     |
| Partito Pensionati                 | 574    | 1,06    | -     |
| Unione di Centro                   | 472    | 0,87    | -     |
| Nuovo PSI                          | 401    | 0,74    | -     |
| Unione d'Azione Civica             | 378    | 0,70    | -     |
| Pietro Tansini                     | 1.164  | 1,87    | -     |
| Italia dei Valori                  | 672    | 1,24    | -     |
| Pensionati Piacentini              | 354    | 0,66    | -     |
| Giovanni Pietro Zoncati            | 851    | 1,36    | -     |
| Blocco Civico                      | 750    | 1,39    | -     |
| Vincenzo Zanelletti                | 608    | 0,97    | -     |
| Piacenza Vive                      | 536    | 0,99    | -     |
| Stefano Tassi                      | 549    | 0,88    | -     |
| Piacenza dei Valori                | 489    | 0,91    | -     |
| Remo Beretta                       | 527    | 0,84    | -     |
| Partito Repubblicano Italiano      | 461    | 0,85    | -     |
| Unione Riformista                  | 379    | 0,70    | -     |
| Renzo Cantarelli                   | 374    | 0,60    | -     |
| Unione Riformista                  | 379    | 0,70    | -     |
| Alessandro Bacchetta               | 368    | '0,59   | -     |
| Movimento Civico                   | 346    | 0,64    | -     |
| Totale alle liste                  | 54.018 | 100,00  | 39    |
| TOTALE                             | 62.398 | 100,00' | 40    |